# Maison de la Tour (Dompierre-sur-Besbre)
Pour les articles homonymes, voir Maison de la Tour.
La maison de la Tour est une maison à colombages située à Dompierre-sur-Besbre, en France.

## Description
Cette maison à pans de bois est un habitat rural, de construction antérieure au XIXe siècle. 

## Localisation
La maison est située au lieu-dit La Tour sur la commune de Dompierre-sur-Besbre, dans le département de l'Allier.

## Historique
L'édifice est inscrit au titre des monuments historiques en 1990.